# اونومیچی ۱۰۱۶۳
سیارک ۱۰۱۶۳ (به انگلیسی: 10163 Onomichi، نامگذاری:1995BH1) ده هزار و صد و شصت و سومین سیارک کشف شده‌است که در ۲۶ ژانویه ۱۹۹۵ کشف شد.
قدر مطلق سیارک برابر ۱۵٫۷۰ است.